# Christophe Cervellon
Christophe Cervellon, né en 1973, est un philosophe français.

## Biographie
Christophe Cervellon intègre l'École normale supérieure en 1994 (classé 12 ème concours lettres). Il est ensuite reçu à l'agrégation de philosophie.
Il commence par enseigner la philosophie au lycée Pierre-d'Ailly, à Compiègne. Il devient ensuite professeur de philosophie en classes préparatoires au lycée Notre-Dame-du-Grandchamp, à Versailles, et à Ipesup, à Paris.
Il est l'auteur de nombreux ouvrages de préparation aux concours et est membre du jury de correction de l'épreuve de culture générale de l'ESSEC.  

## Ouvrages
Liste non exhaustive des ouvrages publiés par Christophe Cervellon :
- Mesure et démesure, PUF, 2003
- L'animal et l'homme, PUF, 2004
- La recherche du bonheur, PUF, 2005
- La Guerre, PUF, 2014
- La Parole, PUF, 2016
- Le Corps, PUF, 2017
- La Mémoire, PUF, 2018
- Le Désir, PUF, 2019
- L'animal, PUF, 2020